# Eigenmannia guairaca
Eigenmannia guairaca es una especie de pez sternopígido de agua dulce del género Eigenmannia, cuyas especies son denominadas comúnmente señoritas, banderitas o cuchillos. Se distribuye en ambientes acuáticos de Sudamérica cálida. 

## Taxonomía
Esta especie fue descrita originalmente en el año 2015 por los ictiólogos Luiz Antônio Wanderley Peixoto, Guilherme Moreira Dutra y Wolmar Benjamin Wosiacki.
Pertenece al “grupo de especies Eigenmannia trilineata”, cuyos integrantes se caracterizan por presentar la banda en el flanco en el sector medial superior. Tradicionalmente las poblaciones de este taxón eran referidas a E. trilineata en sentido amplio, la que quedó así reducida a las aguas más templadas de la cuenca del Plata (río Paraná inferior y Río de la Plata).
Pudo ser distinguida su individualidad gracias a la posesión de un conjunto único de características merísticos, morfométricos, osteológicos y de su patrón de coloración.

## Morfología
Posee un cuerpo en forma de cuchillo comprimido; no presenta ni aletas pélvicas ni dorsal, siendo la aleta anal extremadamente larga y ondulante para permitirle moverse tanto hacia delante como hacia atrás. También poseen un órgano que genera descargas eléctricas. 

## Distribución y hábitat
Esta especie se distribuye en el centro-este de Sudamérica, siendo endémica del riacho Água do Ó en Brasil, curso fluvial integrante de la cuenca del río Alto Paraná, el que a su vez forma parte de la cuenca del Plata.